# Бойко Олександр Григорович
Олекса́ндр Григо́рович Бо́йко (нар. 30 листопада 1954, Чернівці, Українська РСР, СРСР) — радянський футболіст, що виступав на позиції захисника та опорного півзахисника. Чемпіон СРСР (1980, 1981), володар Кубка СРСР (1982) та Кубка сезону (1980). Майстер спорту СРСР (1974).
Після завершення кар'єри гравця працював тренером у київських ДЮСШ-15 і ДЮСШ-16. Доцент катедри фізичної культури, спорту та реабілітації Державного торговельно-економічного університету (з 2016).
Батько воротаря збірної України та київського «Динамо» Дениса Бойка.

## Життєпис
Олександр Бойко народився в Чернівцях, де й почав займатися футболом у 1963 році. Перші кроки на професійному рівні робив у місцевій «Буковині», завдяки грі в якій на нього звернули увагу тренери юнацької збірної СРСР. Знаходячись у Москві на зборах, молодий захисник отримав пропозицію від київського «Динамо» та приєднався до головного клубу республіки. Втім, до основи киян Олександр потрапив не одразу, виступаючи кілька років здебільшого за дублюючий склад, капітаном якого він був. Дебютував у першій команді Бойко в 1975 році, вийшовши замість Анатолія Конькова у матчі проти «Шахтаря». У цій же грі він відкрив лік результативним передачам за «Динамо», асистувавши Олегові Блохіну, що забив переможний м'яч у поєдинку. Валерій Лобановський знайшов для Олександра нову позиції, перекваліфікувавши його з захисника на опорного півзахисника. Височенний гравець чудово грав головою та був майстром підкатів, після виконання яких навіть відзначався забитими м'ячами.
Пік кар'єри Бойка прийшовся на 1979–1982 роки, коли він, користуючись довірою тренера, здобув нарешті місце в основному складі та разом з командою двічі став чемпіоном СРСР, володарем Кубка країни та Кубка сезону, який кияни виграли саме завдяки влучному удару Олександра. Втім, травма завадила півзахиснику розкритися у складі «Динамо» остаточно і він залишив клуб, перейшовши до лав харківського «Металіста». Однак стосунки з тренером харківського клубу Євгеном Лемешком не склалися і рік потому Бойко знову опинився в рідній «Буковині». На жаль, заявити Олександра за чернівецький клуб другої ліги не змогли, тож він деякий час грав за аматорську команду «Легмаш» та входив до тренерського штабу «Буковини». Лише наступного року Бойко зміг зіграти за рідний клуб, але по закінченню сезону завершив кар'єру через надокучливі травми.
Після завершення виступів у чернівецькому клубі Олександр Бойко близько року працював тренером у Іраку, виступав за команду ветеранів київського «Динамо», організовану Йожефом Сабо. На одному з ветеранських змагань у Фінляндії до Олександра звернулися представники клубу «КПТ-85» з пропозицією захищати кольори їхньої команди. Незважаючи на тривалу перерву у виступах, Бойко погодився та провів наступний сезон у складі фінського клубу, після якого оголосив про остаточне завершення кар'єри футболіста через проблеми з меніском.
Працював тренером-викладачем у київських ДЮСШ-15 і ДЮСШ-16, також обслуговував матчі чемпіонату України як делегат ФФУ.

## Досягнення
- Чемпіон СРСР (2): 1980, 1981
- Срібний призер чемпіонату СРСР (1): 1982
- Бронзовий призер чемпіонату СРСР (1): 1979[2]
- Володар Кубка СРСР (1): 1982
- Володар Кубка сезону (1): 1980
- Фіналіст кубка СРСР (1). 1983.